# Kyzylorda
Kyzylorda ou Kzyl-Orda (en kazakh Қызылорда) est la capitale de la région de Kyzylorda au Kazakhstan.
Elle est baignée par le Syr-Daria.

## Histoire
L’origine de Kyzylorda remonte à 1820 lorsque le khanat de Kokand construit à son emplacement une forteresse surnommée Ak-Mechet (la Mosquée blanche). Celle-ci, commandée par Yaqub Beg, est prise en 1853 par les troupes russes du général Vassili Perovski. Elle fait partie alors du Turkestan russe et devient chef-lieu d'ouiezd de l'oblast du Syr-Daria. Renommée Fort Perovsky puis Perovsk en l'honneur du général, elle reprend le nom d'Ak-Machet en 1920. En 1925 la ville est rebaptisée Kyzyl-Orda, ce qui signifie en kazakh « Ville rouge ».
Le 8 juillet 2021, un accord d'amitié est signé avec la ville de Nogent-sur-Marne pour développer des rencontres et des échanges culturels, sportifs et scolaires.

## Population

### Évolution démographique
Kyzylorda compte 200 900 habitants (2012). Depuis 1989, la population a évolué comme suit:
| Année      | 1989,   | 1999    | 2009    | 2012    | 2019    |
| ---------- | ------- | ------- | ------- | ------- | ------- |
| Population | 150 425 | 157 364 | 188 682 | 201 719 | 354 800 |

### Groupes ethniques
La majorité de la population est Kazakh (90 %), le reste de la population est constituée par des Russes (5 %) et des Coréens (3 %).

## Transports
La ville est desservie par l'aéroport de Kyzylorda.

## Sport
Elle est la ville de naissance des cyclistes Andrey Kashechkin, Marat Satybaldeiev et Berik Kupeshov et aussi celle de l'haltérophile Ilya Ilin double médaillé d'or aux Jeux olympiques.

## Jumelages
- Bursa (Turquie) depuis 1997
- Arvada (Colorado) (États-Unis)

## Monuments

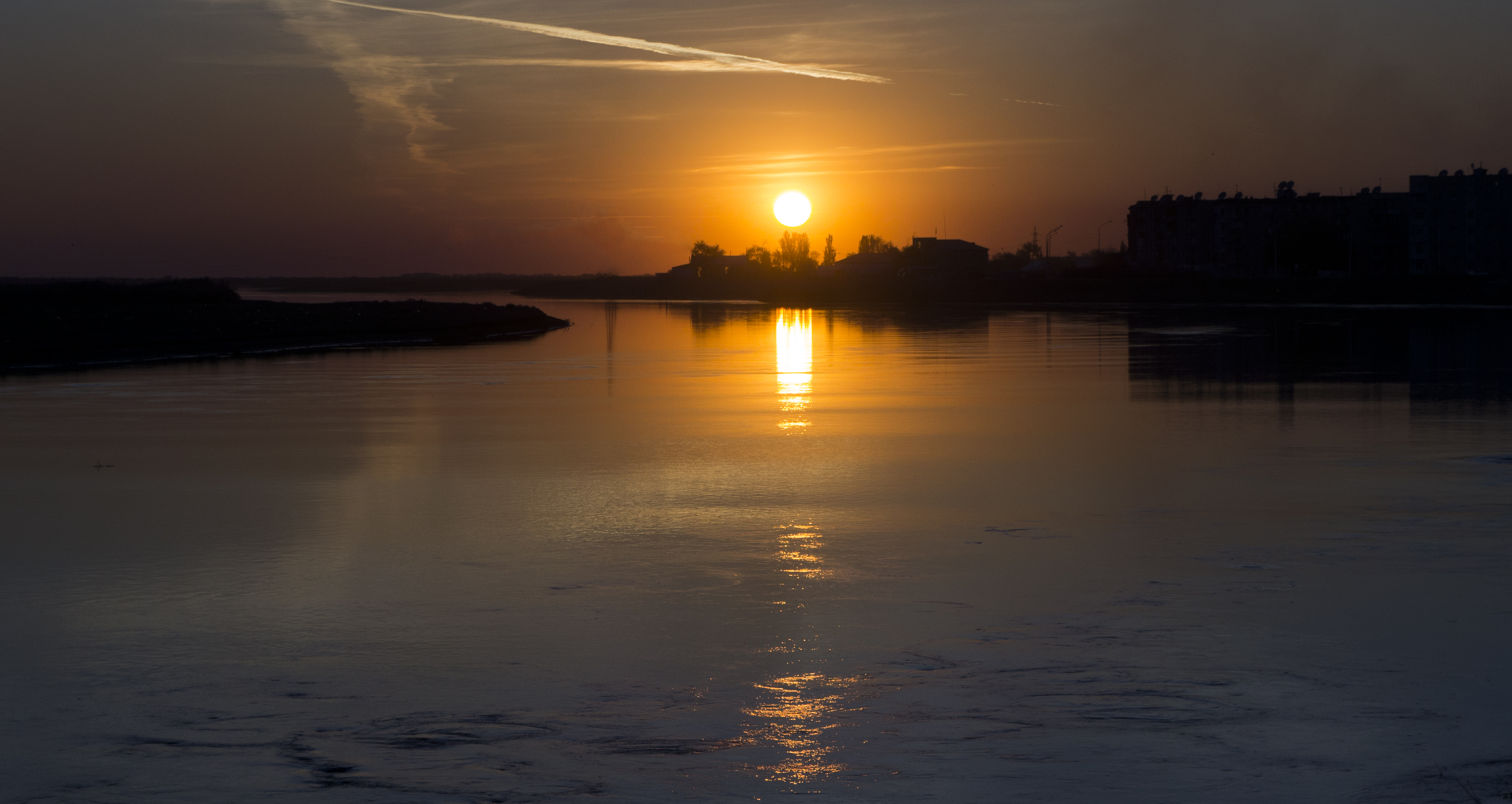
La rivière Syr-Daria à Kyzylorda
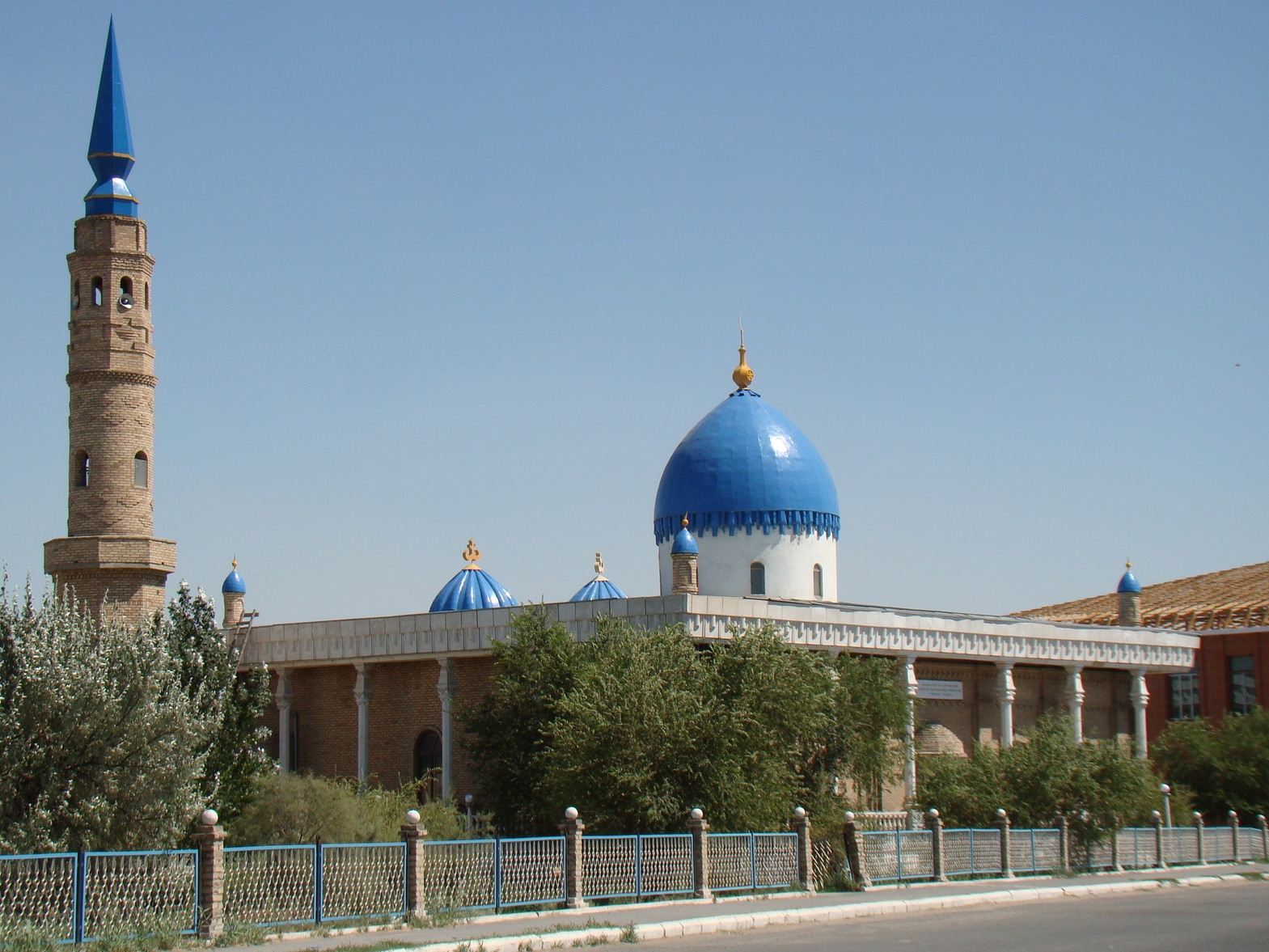
Mosquée Aytbay (ru)
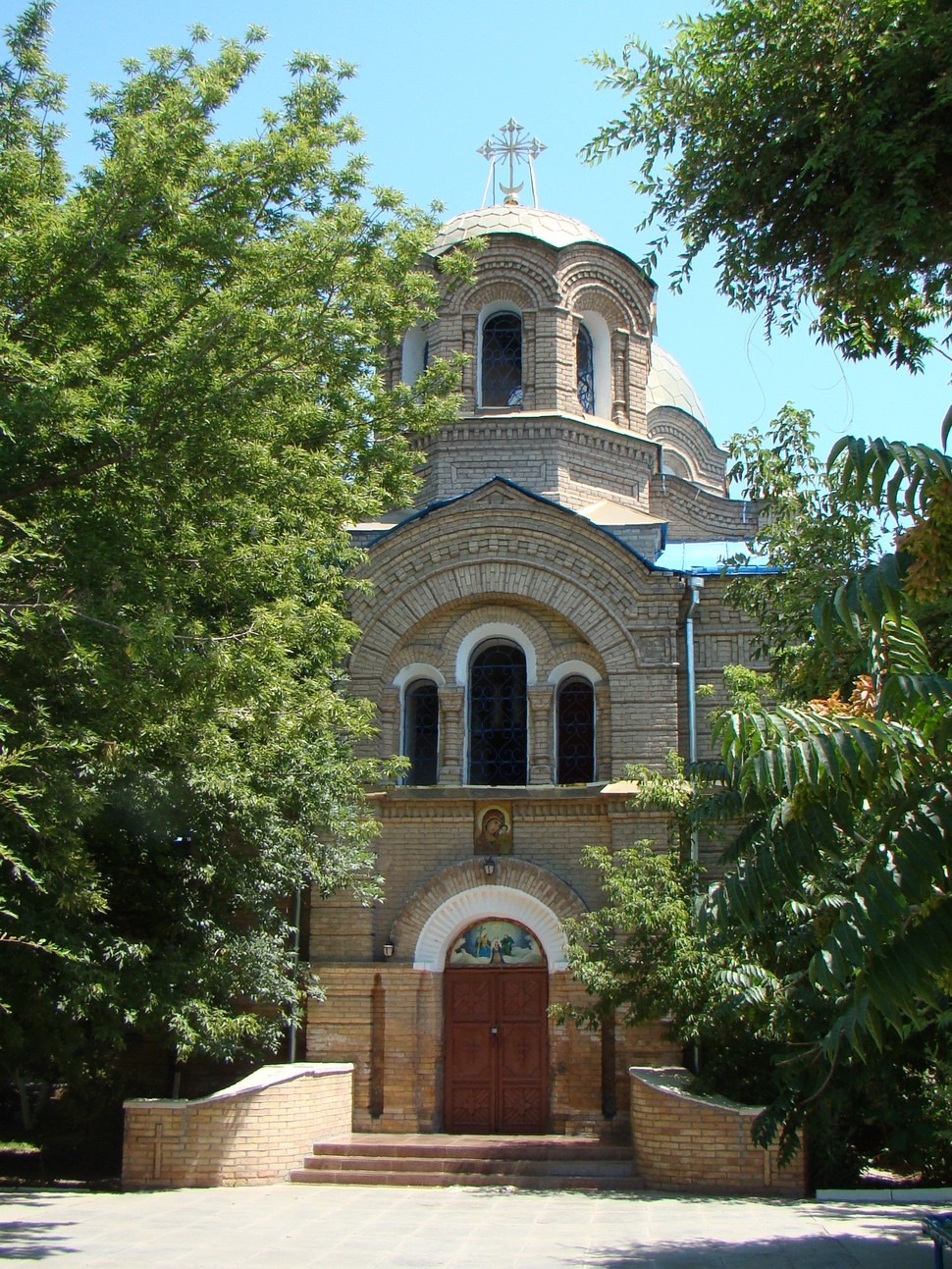
Église Notre-Dame-de-Kazan (ru)
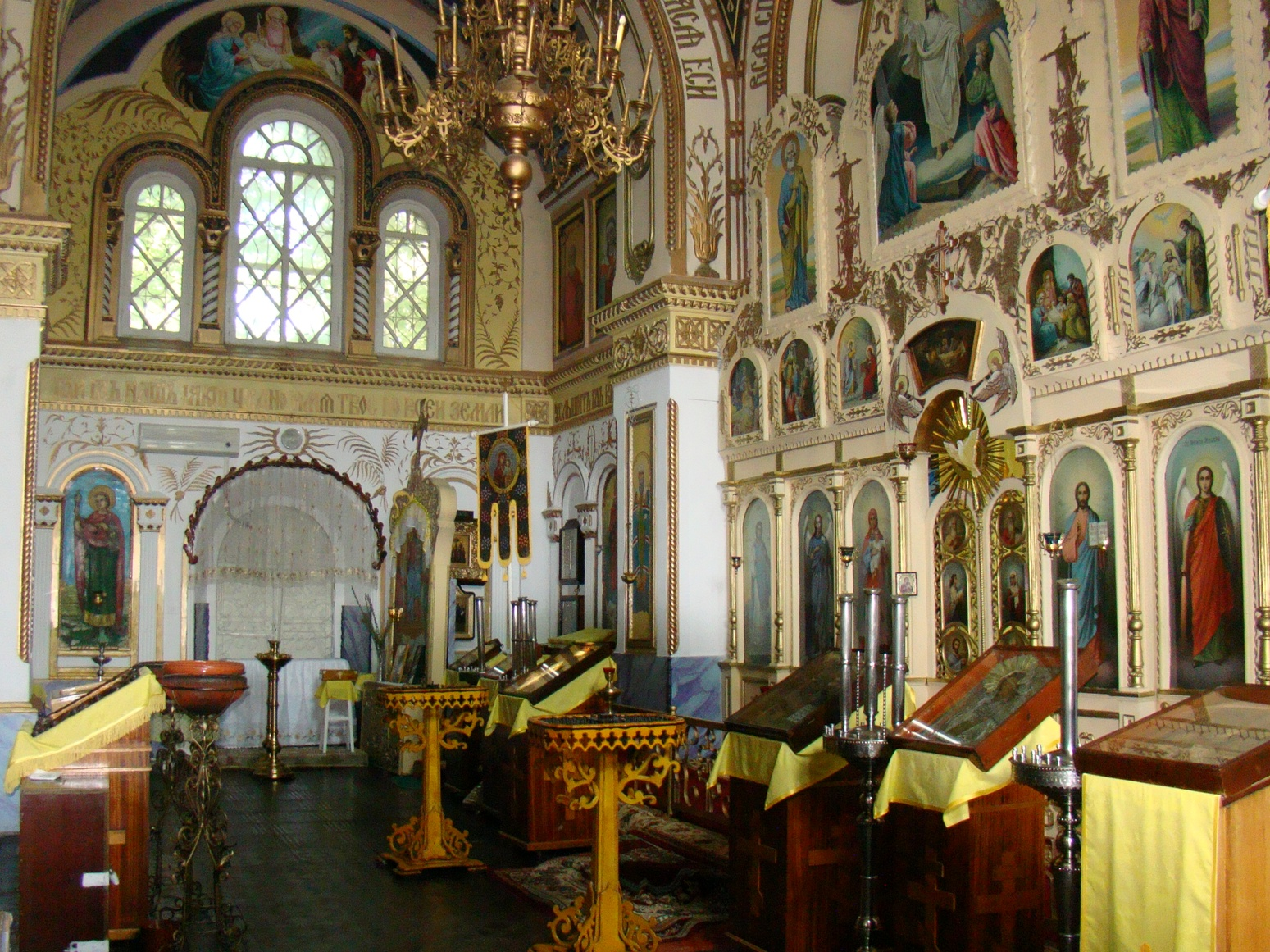
Église orthodoxe Notre-Dame-de-Kazan (ru)